# Jorgos Prindezis
Jorgos Prindezis (gr. Γιώργος Πρίντεζης; ur. 22 lutego 1985 w Atenach) – grecki koszykarz. Zdobywca brązowego medalu wraz z reprezentacją na Mistrzostwach Europy w koszykówce 2009. Gra zarówno na pozycji niskiego, jak i silnego skrzydłowego. W 2007 roku został wybrany z numerem 58 draftu NBA. Obecnie jest zawodnikiem Olympiakosu Pireus.

## Kariera

### Europa
W sezonie 2006-2007 Prindezis grał dla Olimpii Larissa w A1 Ethiniki (liga grecka), gdzie notował średnio 11,5 punktu oraz 3,9 zbiórki na mecz, wystąpił też w meczu gwiazd oraz konkursie wsadów.
Pod koniec sezonu zdobył nagrodę dla najlepszego młodego zawodnika (poniżej 22 roku życia) ligi greckiej A1 Ethniki.
W 2009 roku, podpisał 3-letni kontrakt w NBA, z klauzulą wyjścia po dwóch latach gry z klubem ligi hiszpańskiej Unicaja Málaga warty 3,6 miliona euro.

### NBA
Prindezis został wybrany z numerem 58, draftu NBA przez San Antonio Spurs w 2007 roku. Prawa do drafru zostały potem przekazane do Toronto Raptors w zamian za miejsce w drugiej rundzie draftu NBA w 2008 roku.

### Reprezentacja Grecji
Prindezis został powołany do greckiej reprezentacji narodowej, z którą grał na Igrzyskach Olimpijskich w Pekinie i na Mistrzostwach Europy w Polsce (brązowy medal).

## Osiągnięcia
Stan na 25 lutego 2022, na podstawie, o ile nie zaznaczono inaczej.

### Drużynowe
- Mistrz:
  - Euroligi (2012, 2013)
  - Grecji (2012, 2015, 2016)
- Wicemistrz:
  - Euroligi (2015, 2017)
  - Grecji (2006, 2008, 2009, 2011, 2013, 2014, 2017, 2018)
- 4. miejsce w Eurolidze (2009)
- Zdobywca pucharu:
  - Interkontynentalnego FIBA (2013)
  - Grecji (2011, 2022)
- Finalista pucharu Grecji (2004, 2008, 2009, 2012, 2013, 2018)

### Indywidualne
- MVP:
  - meczu młodych nadziei ligi greckiej (2006)
  - miesiąca Euroligi (kwiecień 2015)
  - II meczu play-off Euroligi (2015)
  - kolejki ligi greckiej (12 – 2011/2012, 5 – 2012/2013)
- Najlepszy młody zawodnik ligi greckiej (2007)
- Największy postęp ligi greckiej (2012)
- Laureat nagrody Greek League Women’s Favorite Player (2015)
- Zaliczony do:
  - I składu:
    - Euroligi (2017)
    - ligi greckiej (2012, 2014–2017)

  - składu dekady Euroligi 2010–2020 (2020)[5]
- Uczestnik meczu gwiazd ligi greckiej (2007, 2008, 2013, 2014, 2018, 2019)
- Zwycięzca konkursu wsadów ligi greckiej (2007)

### Reprezentacja
Seniorów
- Brązowy medalista mistrzostw Europy (2009)
- Uczestnik:
  - igrzysk olimpijskich (2008 – 5. miejsce)
  - mistrzostw:
    - świata (2010 – 11. miejsce, 2014 – 9. miejsce)
    - Europy (2009, 2013 – 11. miejsce, 2015 – 5. miejsce, 2017 – 8. miejsce)

  - kwalifikacji olimpijskich (2008, 2012)

Młodzieżowe
- Uczestnik mistrzostw Europy:
  - U–20 (2004 – 4. miejsce, 2005 – 5. miejsce)
  - U–16 (2001 – 6. miejsce)